# Пом Клементиф
Пом Клементиф (енгл. Pom Klementieff; Квебек, 3. мај 1986) је канадско-француска глумица. Позната је по улози Мантис у Марвеловом филмском универзуму, где се појавила у филмовима Чувари галаксије 2 (2017), Осветници: Рат бескраја (2018), Осветници: Крај игре (2019), Тор: Љубав и гром (2022) и Чувари галаксије 3 (2023).